# 仁木啓介
仁木啓介（にき けいすけ、1967年 - ）は日本のテレビディレクター・演出家。
兵庫県神戸市出身。六甲高等学校を経て、1990年に日本大学芸術学部放送学科を卒業。番組制作会社、フリーランスを経てテレビマンユニオンに参加。テレビドラマやドキュメンタリーの監督を多く手がける。テレビ番組の取材をきっかけに徳島県勝浦郡上勝町に移住し、2015年に「上勝開拓団」を設立。同地を拠点に映像制作、イベント制作に携わっている。

## 作品
- 人生は“サイテーおやじ”から教わった～漫画家・西原理恵子～ (2013)<TV>　演出
- URAKARA (2011)<TV>　演出
- 傍聴マニア09 裁判長！ここは懲役4年でどうすか (2009)<TV>　演出
- 怨み屋本舗REBOOT (2009)<TV>　脚本/プロデューサー/監督
- 怨み屋本舗スペシャル2 ～マインドコントロールの罠～ (2008)<TVM>　演出
- トンスラ (2008)<TV>　監督
- 怨み屋本舗 ～家族の闇／モンスター・ファミリー～ (2007)<TVM>　演出
- 怨み屋本舗 (2006)<TV>　監督